# Franqueville (Eure)
Franqueville è un comune francese di 295 abitanti situato nel dipartimento dell'Eure nella regione della Normandia.

## Società

### Evoluzione demografica
Abitanti censiti